# Lurnfeld
Lurnfeld est une commune autrichienne du district de Spittal an der Drau en Carinthie.

## Géographie
La commune se trouve dans le bassin de Lurnfeld de la vallée de la Drave, à la confluence avec le Möll. Lurnfeld est entourée par les montagnes des Alpes, au pied des Hohe Tauern. Les lieux principaux de la commune sont Möllbrücke et Pusarnitz.

## Histoire

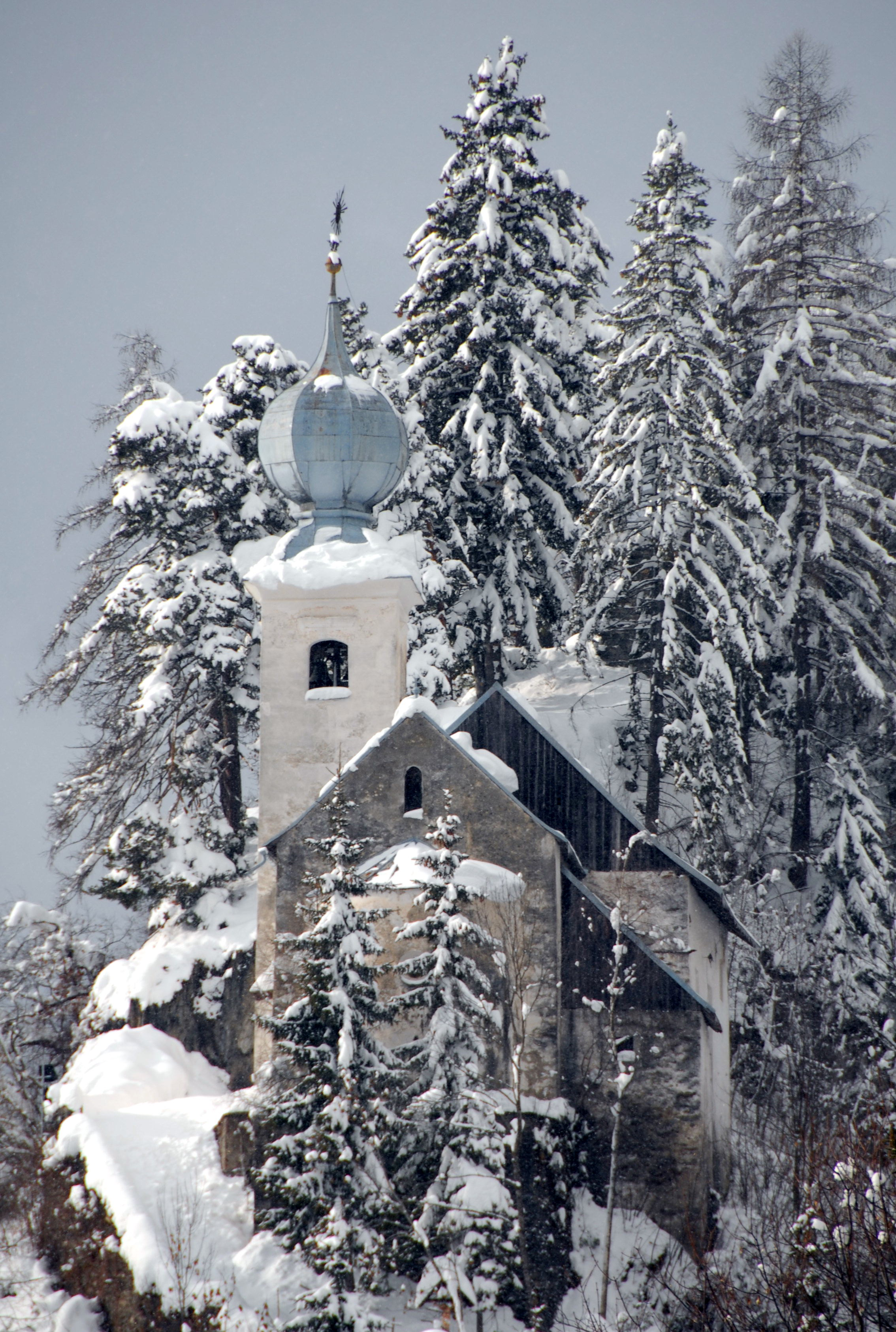
Le Sanctuaire de Sainte Marie en Hohenbourg.

La vallée est mentionnée comme « vallis Lurna » à l'époque romaine et denommée formellement « Liburnia » en 891. Le village Pusarnitz est cité pour la première fois en 1072. Möllbrücke, mentionnée la première fois en 1253, est alors un siège administratif du Comté de Goritz (Görz), menacé par les ducs de Carinthie de la Maison de Habsbourg. Après un conflit armé sur l'héritage de Ulric de Cilley, en 1460, les comtes signent le traité de paix de Pusarnitz et cèdent leurs possessions à l'est de Lienz en faveur de l'empereur Frédéric III.
La ruine du château de la Hohenbourg est situé sur le versant du nord de le Lurnfeld bassin. Mentionné la première fois en 1142, le château est alors propriété des archevêques de Salzbourg pour finalement tomber en ruine au XVe siècle. La chapelle est reconstruite comme un sanctuaire à partir de l'année 1706.